# Pajusaari (ö i Lappland, Östra Lappland, lat 66,11, long 28,12)
Pajusaari är en ö i Finland. Den ligger i sjön Posionjärvi och i kommunen Posio i den ekonomiska regionen  Östra Lapplands ekonomiska region  och landskapet Lappland, i den norra delen av landet, 700 km norr om huvudstaden Helsingfors. Öns area är 26,2 hektar och dess största längd är 1 kilometer i öst-västlig riktning.